# Pankrti
Pankrti (ve slovinštině Bastardi) je slovinská punk rocková skupina z Lublaně. Pankrti jsou jedna z prvních punkových skupin, založených v komunistických zemích. Často byli označování za "první punkovou kapelu za železnou oponou".
Kapelu tvořili Peter Lovšin, Gregor Tomc, Boris Kramberger, Dušan Žiberna, Bogo Pretnar, Mitja Prijatelj, Slavc Colnarič, Marc Kavaš a na některých koncertech vystupoval také Matjaž Gantar. Za dobu svého desetiletého působení nahráli 10 desek, z toho 5 velkých studiových. Byli známí pro své provokativní a politické texty.

## Diskografie
- Lublana je bulana (1978)
- Dolgcajt (1980)
- Novi Punk Val (1981)
- Namesto tebe (1981)
- Državni ljubimci (1982)
- Svoboda (1982)
- Rdeči album (1984)
- Pesmi sprave (1985)
- Slovan (1985)
- Sexpok (1987)